# Lāleh Gafsheh
Lāleh Gafsheh (persiska: لاله گفشه) är en ort i Iran.   Den ligger i provinsen Gilan, i den norra delen av landet, 230 km nordväst om huvudstaden Teheran. Antalet invånare är 424.
Terrängen runt Lāleh Gafsheh är mycket platt. Runt Lāleh Gafsheh är det ganska tätbefolkat, med 155 invånare per kvadratkilometer. Närmaste större samhälle är Khoshk-e Bījār, 7,5 km nordväst om Lāleh Gafsheh. Trakten runt Lāleh Gafsheh består till största delen av jordbruksmark.